# 1C 컴퍼니
1C 컴퍼니(1C Company, 러시아어: Фирма «1С»)는 러시아 모스크바에 본사를 둔 인디 소프트웨어 개발사, 배급사이다. 컴퓨터 소프트웨어, 관련 서비스 및 비디오 게임들을 개발, 제조, 라이선스 제공, 지원, 판매한다.
러시아에서 1C는 비즈니스 소프트웨어 제품군 1C:Enterprise를 통해 비즈니스 소프트웨어 부문의 리더로 간주된다.